# Lieke van den Akker
Lieke Claire van den Akker (2003) is een Nederlandse musical- en stemactrice.

## Levensloop
Begin 2012 won Lieke van den Akker op 9-jarige leeftijd de provinciale finale van het Kinderen voor Kinderen Songfestival voor de provincie Utrecht. Op basis van deze prestatie mocht zij deelnemen aan de landelijke finale die door de VARA op televisie werd uitgezonden. Vervolgens werd ze uitgenodigd om zang- en danslessen te gaan volgen aan de Kinderen voor Kinderen Academy in Amsterdam.
In 2014 maakte Van den Akker haar debuut in het theater met de rol van Roodkapje in De sprookjesmusical Klaas Vaak van Efteling Theaterproducties. Zij speelde in diverse theaters in Nederland en België.
In het voorjaar van 2015 werd Van den Akker gecast voor de rol van Louisa von Trapp in The Sound of Music. Ze speelde tot en met augustus 2015 in deze productie in diverse theaters in Nederland. Op 27 mei 2015 maakte Van den Akker met de volwassen cast een perstournee door Nederland waarvan door verschillende media verslag werd gedaan.
Eveneens in 2015 maakte Van den Akker haar debuut op het witte doek: zij speelde de rol van Irene in One Happy Day. Deze film was dat jaar een van de openingsfilms van het Cinekid Festival.
In het theaterseizoen 2015/2016 speelde Van den Akker in de musical Sprookjesboom de musical, een wonderlijk muziekfeest van Efteling Theaterproducties. Vanaf oktober 2015 tot en met maart 2016 vertolkte zij in deze reizende musical de rol van Tess.
In 2017/2018 speelde ze de hoofdrol van Tina in Tina de musical.

## Musicalrollen
| Jaar      | Musical                                              | Rol              | Producent                  | Theater |
| --------- | ---------------------------------------------------- | ---------------- | -------------------------- | ------- |
| 2014–2015 | De sprookjesmusical Klaas Vaak                       | Roodkapje        | Efteling Theaterproducties | Tournee |
| 2015      | The Sound of Music                                   | Louisa von Trapp | Stage Entertainment        | Tournee |
| 2015–2016 | Sprookjesboom de musical, een wonderlijk muziekfeest | Tess             | Efteling Theaterproducties | Tournee |
| 2017–2018 | Tina de musical                                      | Tina             | Homemade Productions       | Tournee |

## Filmografie

### Film
- 2015: One Happy Day – Irene
- 2015: The Dog Who Saved Summer – stem van Kara Bannister
- 2016: Zootropolis – stem van Nijntje Hops
- 2021: De Kameleon aan de ketting – Jossie

### Televisie
- 2015: Peperbollen – stem van Marie
- 2015: Bob de Bouwer – stem van Amira (Saffi)
- 2015: Henry Danger – stem van Sophie & Veronica
- 2016-: Game Shakers – stem van Kenzie
- 2018: Danger Games – stem van Kenzie

## Televisie
- 2012: Zapp Live (Zapp) – gast
- 2012: Kinderen voor Kinderen Songfestival (VARA) – finalist
- 2014: Wie-o-wie Zingt Do Re Mi? (RTL 8) – auditant
- 2015: Junior Songfestival (AVRO) – kandidaat
- 2015: Noon TV (RTV Utrecht) – portret
- 2017: Musical Sing-a-Long (AVRO) – Tina de Musical